# Llista d'asteroides/103001–103100
| Nom                       | Designació provisional | Data de descobriment | Lloc de descobriment | Descobridor/s          |
| ------------------------- | ---------------------- | -------------------- | -------------------- | ---------------------- |
| 103001 -                  | 1999 XW95              | 9 de desembre, 1999  | Oizumi               | T. Kobayashi           |
| 103002 -                  | 1999 XH98              | 7 de desembre, 1999  | Socorro              | LINEAR                 |
| 103003 -                  | 1999 XN98              | 7 de desembre, 1999  | Socorro              | LINEAR                 |
| 103004 -                  | 1999 XR98              | 7 de desembre, 1999  | Socorro              | LINEAR                 |
| 103005 -                  | 1999 XN99              | 7 de desembre, 1999  | Socorro              | LINEAR                 |
| 103006 -                  | 1999 XW99              | 7 de desembre, 1999  | Socorro              | LINEAR                 |
| 103007 -                  | 1999 XD100             | 7 de desembre, 1999  | Socorro              | LINEAR                 |
| 103008 -                  | 1999 XX100             | 7 de desembre, 1999  | Socorro              | LINEAR                 |
| 103009 -                  | 1999 XW101             | 7 de desembre, 1999  | Socorro              | LINEAR                 |
| 103010 -                  | 1999 XQ102             | 7 de desembre, 1999  | Socorro              | LINEAR                 |
| 103011 -                  | 1999 XG103             | 7 de desembre, 1999  | Socorro              | LINEAR                 |
| 103012 -                  | 1999 XT103             | 7 de desembre, 1999  | Socorro              | LINEAR                 |
| 103013 -                  | 1999 XV103             | 7 de desembre, 1999  | Socorro              | LINEAR                 |
| 103014 -                  | 1999 XD104             | 9 de desembre, 1999  | Gekko                | T. Kagawa              |
| 103015 - Gianfrancomarcon | 1999 XF104             | 8 de desembre, 1999  | Campo Catino         | Campo Catino           |
| 103016 -                  | 1999 XH105             | 8 de desembre, 1999  | Ondřejov             | P. Pravec, P. Kušnirák |
| 103017 -                  | 1999 XR105             | 11 de desembre, 1999 | Oaxaca               | J. M. Roe              |
| 103018 -                  | 1999 XW105             | 11 de desembre, 1999 | Oizumi               | T. Kobayashi           |
| 103019 -                  | 1999 XG106             | 11 de desembre, 1999 | Prescott             | P. G. Comba            |
| 103020 -                  | 1999 XP106             | 4 de desembre, 1999  | Catalina             | CSS                    |
| 103021 -                  | 1999 XM109             | 4 de desembre, 1999  | Catalina             | CSS                    |
| 103022 -                  | 1999 XU109             | 4 de desembre, 1999  | Catalina             | CSS                    |
| 103023 -                  | 1999 XD110             | 4 de desembre, 1999  | Catalina             | CSS                    |
| 103024 -                  | 1999 XG110             | 4 de desembre, 1999  | Catalina             | CSS                    |
| 103025 -                  | 1999 XQ110             | 5 de desembre, 1999  | Catalina             | CSS                    |
| 103026 -                  | 1999 XN111             | 8 de desembre, 1999  | Catalina             | CSS                    |
| 103027 -                  | 1999 XS112             | 11 de desembre, 1999 | Socorro              | LINEAR                 |
| 103028 -                  | 1999 XJ114             | 11 de desembre, 1999 | Socorro              | LINEAR                 |
| 103029 -                  | 1999 XL114             | 11 de desembre, 1999 | Socorro              | LINEAR                 |
| 103030 -                  | 1999 XH115             | 4 de desembre, 1999  | Catalina             | CSS                    |
| 103031 -                  | 1999 XN115             | 4 de desembre, 1999  | Catalina             | CSS                    |
| 103032 -                  | 1999 XJ116             | 5 de desembre, 1999  | Catalina             | CSS                    |
| 103033 -                  | 1999 XP116             | 5 de desembre, 1999  | Catalina             | CSS                    |
| 103034 -                  | 1999 XD117             | 5 de desembre, 1999  | Catalina             | CSS                    |
| 103035 -                  | 1999 XY117             | 5 de desembre, 1999  | Catalina             | CSS                    |
| 103036 -                  | 1999 XP118             | 5 de desembre, 1999  | Catalina             | CSS                    |
| 103037 -                  | 1999 XK119             | 5 de desembre, 1999  | Catalina             | CSS                    |
| 103038 -                  | 1999 XR119             | 5 de desembre, 1999  | Catalina             | CSS                    |
| 103039 -                  | 1999 XB121             | 5 de desembre, 1999  | Catalina             | CSS                    |
| 103040 -                  | 1999 XH121             | 5 de desembre, 1999  | Catalina             | CSS                    |
| 103041 -                  | 1999 XN121             | 5 de desembre, 1999  | Catalina             | CSS                    |
| 103042 -                  | 1999 XO122             | 7 de desembre, 1999  | Catalina             | CSS                    |
| 103043 -                  | 1999 XP122             | 7 de desembre, 1999  | Catalina             | CSS                    |
| 103044 -                  | 1999 XH123             | 7 de desembre, 1999  | Catalina             | CSS                    |
| 103045 -                  | 1999 XH128             | 7 de desembre, 1999  | Socorro              | LINEAR                 |
| 103046 -                  | 1999 XU128             | 12 de desembre, 1999 | Socorro              | LINEAR                 |
| 103047 -                  | 1999 XV128             | 12 de desembre, 1999 | Socorro              | LINEAR                 |
| 103048 -                  | 1999 XW128             | 12 de desembre, 1999 | Socorro              | LINEAR                 |
| 103049 -                  | 1999 XF129             | 12 de desembre, 1999 | Socorro              | LINEAR                 |
| 103050 -                  | 1999 XV129             | 12 de desembre, 1999 | Socorro              | LINEAR                 |
| 103051 -                  | 1999 XD130             | 12 de desembre, 1999 | Socorro              | LINEAR                 |
| 103052 -                  | 1999 XT131             | 12 de desembre, 1999 | Socorro              | LINEAR                 |
| 103053 -                  | 1999 XH134             | 12 de desembre, 1999 | Socorro              | LINEAR                 |
| 103054 -                  | 1999 XL134             | 12 de desembre, 1999 | Socorro              | LINEAR                 |
| 103055 -                  | 1999 XR134             | 5 de desembre, 1999  | Socorro              | LINEAR                 |
| 103056 -                  | 1999 XX134             | 5 de desembre, 1999  | Socorro              | LINEAR                 |
| 103057 -                  | 1999 XN135             | 8 de desembre, 1999  | Socorro              | LINEAR                 |
| 103058 -                  | 1999 XQ135             | 8 de desembre, 1999  | Socorro              | LINEAR                 |
| 103059 -                  | 1999 XV136             | 14 de desembre, 1999 | Fountain Hills       | C. W. Juels            |
| 103060 -                  | 1999 XD137             | 5 de desembre, 1999  | Anderson Mesa        | LONEOS                 |
| 103061 -                  | 1999 XZ138             | 5 de desembre, 1999  | Kitt Peak            | Spacewatch             |
| 103062 -                  | 1999 XU139             | 2 de desembre, 1999  | Kitt Peak            | Spacewatch             |
| 103063 -                  | 1999 XL140             | 2 de desembre, 1999  | Kitt Peak            | Spacewatch             |
| 103064 -                  | 1999 XF141             | 3 de desembre, 1999  | Kitt Peak            | Spacewatch             |
| 103065 -                  | 1999 XH141             | 4 de desembre, 1999  | Kitt Peak            | Spacewatch             |
| 103066 -                  | 1999 XO141             | 15 de desembre, 1999 | Kitt Peak            | Spacewatch             |
| 103067 -                  | 1999 XA143             | 14 de desembre, 1999 | Socorro              | LINEAR                 |
| 103068 -                  | 1999 XD145             | 7 de desembre, 1999  | Kitt Peak            | Spacewatch             |
| 103069 -                  | 1999 XN145             | 7 de desembre, 1999  | Kitt Peak            | Spacewatch             |
| 103070 -                  | 1999 XC148             | 7 de desembre, 1999  | Kitt Peak            | Spacewatch             |
| 103071 -                  | 1999 XU150             | 8 de desembre, 1999  | Kitt Peak            | Spacewatch             |
| 103072 -                  | 1999 XJ151             | 13 de desembre, 1999 | Anderson Mesa        | LONEOS                 |
| 103073 -                  | 1999 XO151             | 7 de desembre, 1999  | Kitt Peak            | Spacewatch             |
| 103074 -                  | 1999 XZ151             | 7 de desembre, 1999  | Kitt Peak            | Spacewatch             |
| 103075 -                  | 1999 XC152             | 8 de desembre, 1999  | Kitt Peak            | Spacewatch             |
| 103076 -                  | 1999 XM152             | 13 de desembre, 1999 | Anderson Mesa        | LONEOS                 |
| 103077 -                  | 1999 XA153             | 7 de desembre, 1999  | Socorro              | LINEAR                 |
| 103078 -                  | 1999 XX153             | 8 de desembre, 1999  | Socorro              | LINEAR                 |
| 103079 -                  | 1999 XS157             | 8 de desembre, 1999  | Socorro              | LINEAR                 |
| 103080 -                  | 1999 XG158             | 8 de desembre, 1999  | Socorro              | LINEAR                 |
| 103081 -                  | 1999 XQ158             | 8 de desembre, 1999  | Socorro              | LINEAR                 |
| 103082 -                  | 1999 XO159             | 8 de desembre, 1999  | Socorro              | LINEAR                 |
| 103083 -                  | 1999 XY159             | 8 de desembre, 1999  | Socorro              | LINEAR                 |
| 103084 -                  | 1999 XO160             | 8 de desembre, 1999  | Socorro              | LINEAR                 |
| 103085 -                  | 1999 XB161             | 12 de desembre, 1999 | Socorro              | LINEAR                 |
| 103086 -                  | 1999 XZ161             | 13 de desembre, 1999 | Socorro              | LINEAR                 |
| 103087 -                  | 1999 XW162             | 8 de desembre, 1999  | Kitt Peak            | Spacewatch             |
| 103088 -                  | 1999 XD163             | 8 de desembre, 1999  | Kitt Peak            | Spacewatch             |
| 103089 -                  | 1999 XL163             | 8 de desembre, 1999  | Kitt Peak            | Spacewatch             |
| 103090 -                  | 1999 XO163             | 8 de desembre, 1999  | Kitt Peak            | Spacewatch             |
| 103091 -                  | 1999 XJ164             | 8 de desembre, 1999  | Socorro              | LINEAR                 |
| 103092 -                  | 1999 XU164             | 8 de desembre, 1999  | Socorro              | LINEAR                 |
| 103093 -                  | 1999 XD166             | 10 de desembre, 1999 | Socorro              | LINEAR                 |
| 103094 -                  | 1999 XA167             | 10 de desembre, 1999 | Socorro              | LINEAR                 |
| 103095 -                  | 1999 XH167             | 10 de desembre, 1999 | Socorro              | LINEAR                 |
| 103096 -                  | 1999 XM167             | 10 de desembre, 1999 | Socorro              | LINEAR                 |
| 103097 -                  | 1999 XJ168             | 10 de desembre, 1999 | Socorro              | LINEAR                 |
| 103098 -                  | 1999 XA173             | 10 de desembre, 1999 | Socorro              | LINEAR                 |
| 103099 -                  | 1999 XL173             | 10 de desembre, 1999 | Socorro              | LINEAR                 |
| 103100 -                  | 1999 XU173             | 10 de desembre, 1999 | Socorro              | LINEAR                 |